# Hałuszowska Sajba
Hałuszowska Sajba – polana w Pieninach Czorsztyńskich. Znajduje się na południowym stoku ich grzbietu głównego opadającego do doliny Głębokiego Potoku. Położona jest za pasem drzew w odległości około 250 m na południowy zachód od niebieskiego szlaku turystycznego biegnącego tym grzbietem. Pod względem administracyjnym polana znajduje się w obrębie wsi Hałuszowa w województwie małopolskim, w powiecie nowotarskim, w gminie Krościenko nad Dunajcem. Znajduje się na obszarze Pienińskiego Parku Narodowego i w jej rogu stoi budowla należąca do tego parku.
Polana położona jest na wysokości około 675–695 m. Dochodzi do niej gruntowa droga mająca swój początek przy szosie z Krośnicy do Sromowiec Wyżnych. Na zdjęciach lotniczych mapy Geoportalu widać, że dawniej było na niej również poletko uprawne, które po zaprzestaniu orki zarasta drzewami. Dzięki specyficznym warunkom glebowym, klimatycznym i geograficznym łąki i polany Pienińskiego Parku Narodowego były siedliskiem bardzo bogatym gatunkowo. Aby zachować ich różnorodność gatunkową prowadzone są na nich zabiegi ochrony czynnej polegające na koszeniu polan i usuwaniu z nich siana. Do zadań ochronnych parku na tej polanie należy także utrzymanie oczka wodnego służącego jako miejsce rozrodu płazów.
W latach 1987–1988 podczas inwentaryzacji porostów występujących na polanach na Hałuszowskiej Sajbie stwierdzono dwa ich gatunki: płaskotka rozlana Parmeliopsis ambigua i złotlinka jaskrawa Vulpicida pinastri.
W odległości kilkuset metrów na południe, po lewej orograficznie stronie Głębokiego Potoku znajduje się mniejsza polana Sromowska Sajba należąca do wsi Sromowce Wyżne.

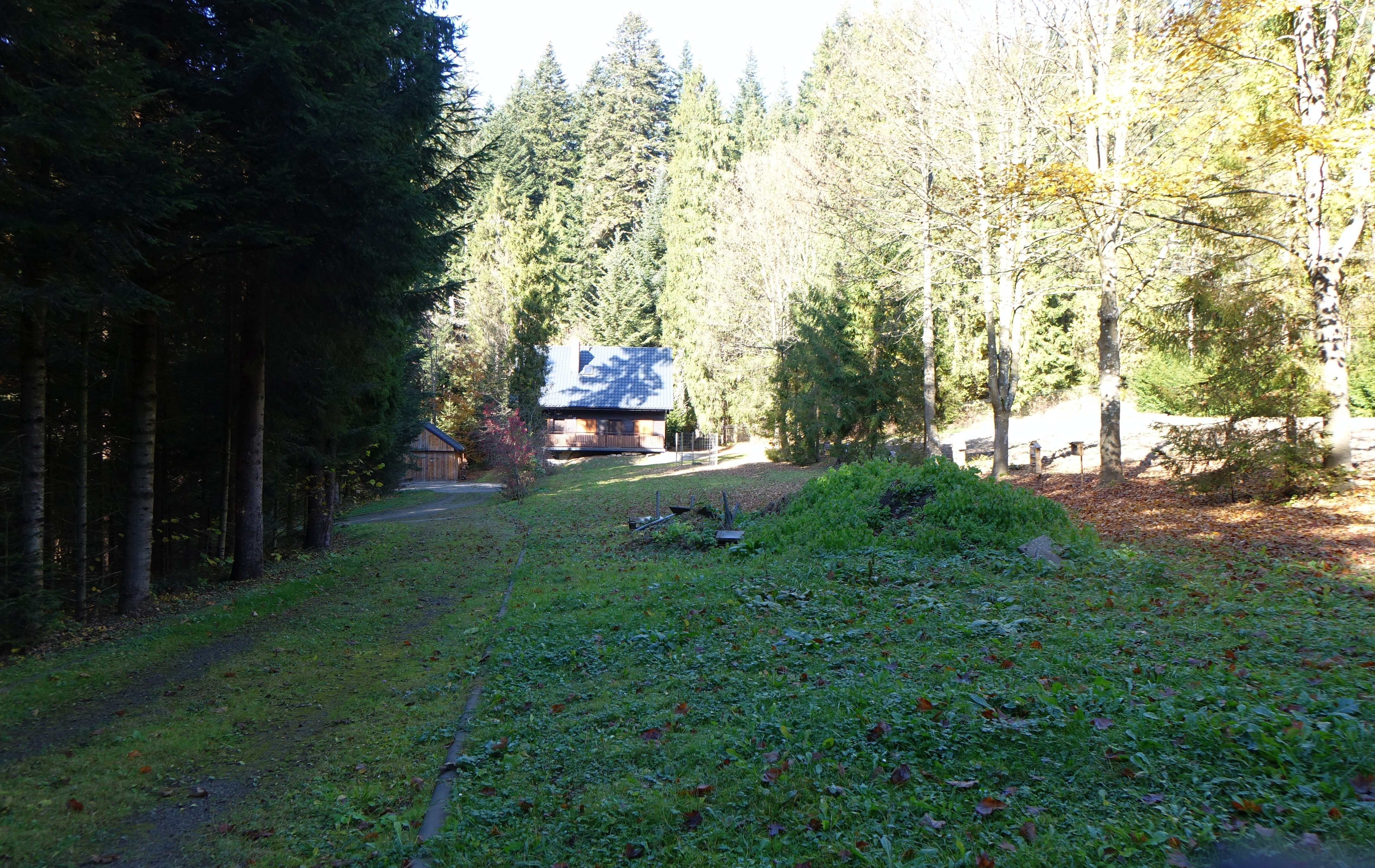